# Sabinea septemcarinata
Sabinea septemcarinata är en kräftdjursart som först beskrevs av Joseph Sabine 1824.  Sabinea septemcarinata ingår i släktet Sabinea och familjen Crangonidae. Inga underarter finns listade i Catalogue of Life.